# Isländische Badmintonmeisterschaft 1987
Die Isländische Badmintonmeisterschaft 1987 fand Anfang April 1987 statt. 

## Finalresultate
| Disziplin    | Sieger                                      | Finalist                                    | Ergebnis         |
| ------------ | ------------------------------------------- | ------------------------------------------- | ---------------- |
| Herreneinzel | Þorsteinn Páll Hængsson                     | Broddi Kristjánsson                         | 3-15, 15-6, 15-5 |
| Dameneinzel  | Þórdís Edwald                               | Elísabet Þórðardóttir                       | 11-0, 11-7       |
| Herrendoppel | Þorsteinn Páll Hængsson Broddi Kristjánsson | Snorri Ingvarsson Jóhann Kjartansson        | 15-9, 15-7       |
| Damendoppel  | Þórdís Edwald Elísabet Þórðardóttir         | Guðrún Júlíusdóttir Ása Pálsdóttir          | 17-15, 15-6      |
| Mixed        | Þorsteinn Páll Hængsson Þórdís Edwald       | Árni Þór Hallgrímsson Elísabet Þórðardóttir | 15-8, 15-8       |